# 科学规律

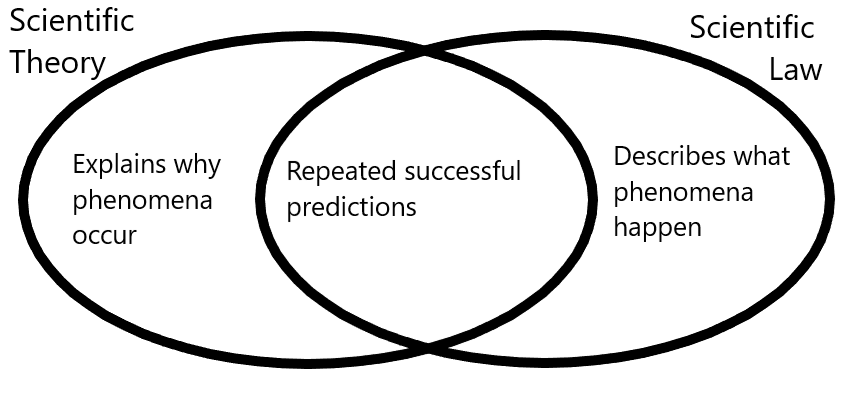
科學理論對於自然現象給出合理機制。自然定律是從自然現象演繹出的規則，能夠用來描述與預測自然現象。

科學規律（Laws of science），或稱科學定律、自然規律、自然定律、自然規則、自然法則、科學規則、科學法則，為研究宇宙間不變的事實規律所歸納出的結論，不同於理論、假設、定義、定理，是對客觀事實的一種表達形式，通過大量具體的客觀事實經驗累積歸納而成的結論。

## 定義
科學定律是一种理论模型，它用以描述特定情况、特定尺度下的现实世界，在其它尺度下可能会失效或者不准确。没有任何一种理论可以描述宇宙当中的所有情况，也没有任何一种理论可能完全正确。

## 人類生活上常見的定律
- 牛頓萬有引力定律
- 牛頓運動定律
- 高斯磁定律
- 法拉第電磁感應定律
- 傅立葉熱傳導定律
- 歐姆定律
- 克希荷夫電路定律
- 庫侖定律

## 外部連結
- Natural Law (自然法则 斯坦福哲学百科全书) （页面存档备份，存于）
- Natural Law (天主教自然法则： 我们学习这个法则，不是通过理性的独立运作，而是通过超自然的启示(This law we learn, not through the unaided operation of reason, but through the light of supernatural revelation.) （页面存档备份，存于）